# Saint-Langis-lès-Mortagne
Saint-Langis-lès-Mortagne is een gemeente in het Franse departement Orne (regio Normandië). De plaats maakt deel uit van het arrondissement Mortagne-au-Perche. Saint-Langis-lès-Mortagne telde op 1 januari 2022 871 inwoners.

## Geografie
De oppervlakte van Saint-Langis-lès-Mortagne bedroeg op 1 januari 2022 12,61 vierkante kilometer; de bevolkingsdichtheid was toen 69,1 inwoners per km².

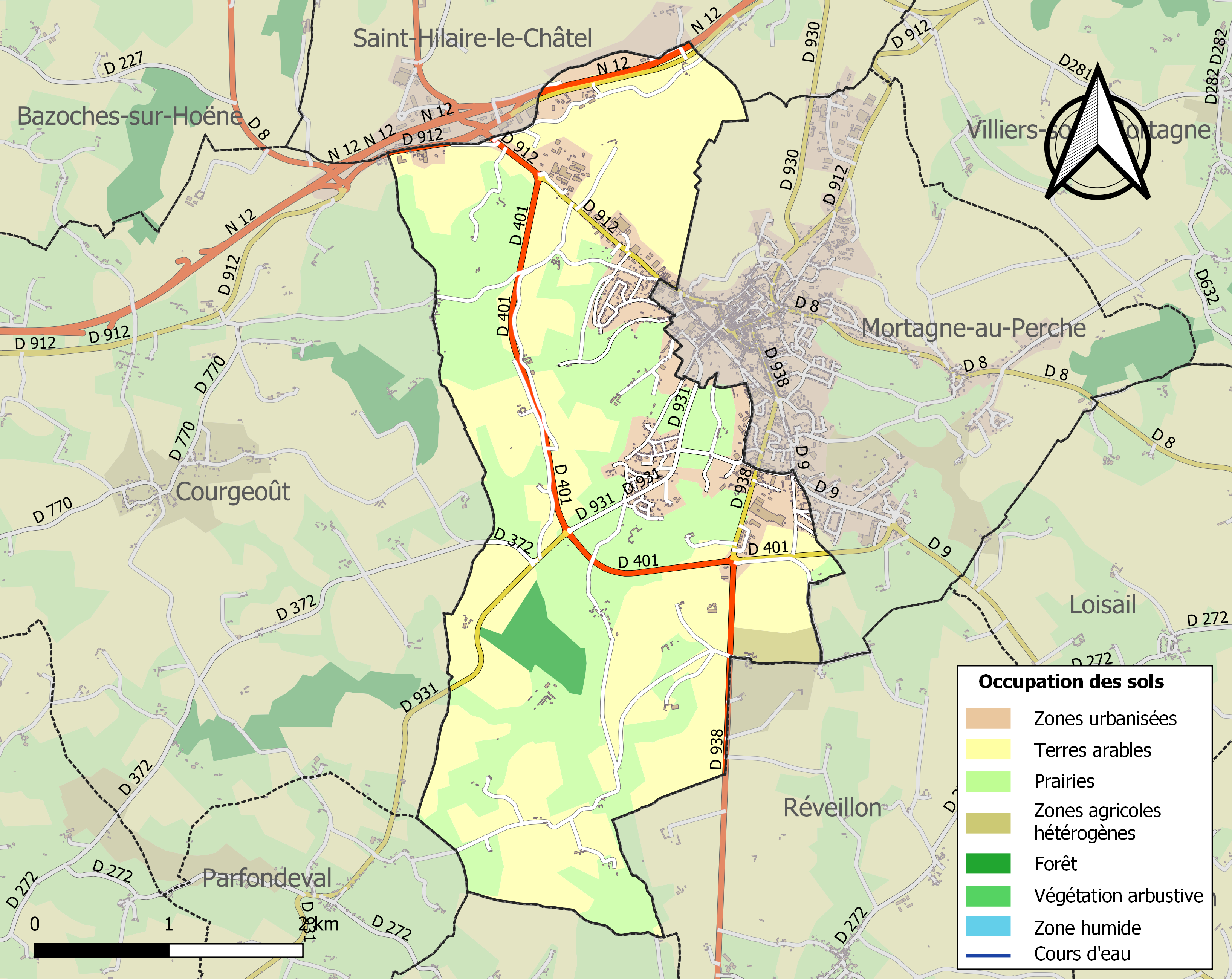
Kaart van de gemeente met belangrijkste infrastructuur, bodemgebruik en omliggende gemeenten

## Demografie
Onderstaande figuur toont het verloop van het inwonertal (bron: INSEE-tellingen).